# Filbert Bayi
Filbert Bayi (Tanzania, 23 de junio de 1953) es un atleta tanzano retirado, especializado en la prueba de 3000 m obstáculos en la que llegó a ser subcampeón olímpico en 1980.

## Carrera deportiva
En los JJ. OO. de Moscú 1980 ganó la medalla de plata en los 3000 m obstáculos, con un tiempo de 8:12.48 segundos, llegando a la meta tras el polaco Bronisław Malinowski y por delante del etíope Eshetu Tura.